# L'État commercial fermé
 (août 2024).
Si vous disposez d'ouvrages ou d'articles de référence ou si vous connaissez des sites web de qualité traitant du thème abordé ici, merci de compléter l'article en donnant les références utiles à sa vérifiabilité et en les liant à la section « Notes et références ».
L’État commercial fermé (« Der Geschlossene Handelsstaat ») est un essai philosophique de Fichte.
L'ouvrage est une contribution importante à la théorie de la philosophie du droit.
Le titre programmatique de l'ouvrage montre bien dans quel carrefour théorique se situe l’ouvrage, tenant à la fois de la philosophie politique et de la philosophie du droit. Pour reprendre les mots de Fichte lui-même : « Cet essai tient son intérêt scientifique du fait qu’il constitue la transition entre les recherches en Droit naturel, dans la Doctrine de la science, et les recherches politiques relevant de cette dernière » (lettre envoyée par Fichte à son éditeur, cité dans L’État commercial fermé à la page 10 dans l’étude introductive réalisée par Guido Pult). Cet intérêt reste d’actualité dans les débats contemporains opposant les partisans du jusnaturalisme et ceux du droit positif.